# リアム・リッジウェル
リアム・マシュー・リッジウェル（Liam Matthew Ridgewell, 1984年7月21日 - ）は、イギリス・ロンドン出身の元サッカー選手。現役時代のポジションはディフェンダーで、主にセンターバック、左サイドバックを務める。

## 経歴
アストン・ヴィラFCユース出身。2007-08シーズンよりアストン・ヴィラのライバル、バーミンガム・シティFCに移籍。バーミンガムがプレミアリーグから降格した2012年まで籍を置いた。
2012年1月31日にウェスト・ブロムウィッチ・アルビオンFCへ移籍。ウェストブロム移籍後は主に左サイドバックを務めている。
2014年6月25日、ポートランド・ティンバーズに移籍した。
2015年1月8日、ウィガン・アスレティックにレンタル移籍した。
2016年1月2日、ブライトン・アンド・ホーヴ・アルビオンにレンタル移籍した。
2019年1月31日、ハル・シティAFCに加入した。
2019年8月9日、サウスエンド・ユナイテッドFCに加入した。

## エピソード
2012年12月2日、友人に向けたジョークのつもりで撮影した20ポンド札でお尻を拭く画像がサン紙に掲載された。多くの非難を受けたリッジウェルはすぐさま謝罪したが、騒動直後の8日アーセナル戦では前半6分で負傷退場と惨々な1週間になった。